# مارتا منسفیلد
مارتا منسفیلد (انگلیسی: Martha Mansfield؛ ۱۴ ژوئیهٔ ۱۸۹۹ – ۳۰ نوامبر ۱۹۲۳) هنرپیشه فیلم‌های صامت و تئاترهای وودویل اهل ایالات متحده آمریکا بود. از فیلم‌هایی که او در آن به ایفای نقش پرداخته است، می‌توان دکتر جکیل و آقای هاید (۱۹۲۰) را نام برد.